# Římskokatolická farnost Borovany
Římskokatolická farnost Borovany je územním společenstvím římských katolíků v rámci vikariátu České Budějovice - venkov českobudějovické diecéze.

## O farnosti

### Historie
Roku 1339 byla v Borovanech zřízena plebánie. Původní farní kostel zanikl, a v roce 1455 na jeho místě byl vystavěn konventní kostel kláštera augustiniánských kanovníků. Roku 1785 byl klášter v důsledku Josefinských reforem zrušen. Areál kláštera dostal světské využití a kostel se stal farním.

### Současnost
Farnost má dodnes vlastního duchovního správce, který kromě Borovan spravuje jako administrátor ex currendo také farnosti Jílovice, Ledenice a Mladošovice. Od srpna 2016 je jím R.D. Andrzej Urbisz.
| Kostel                        | Místo    | Bohoslužba                 | Bohoslužba                      | Poznámka     |
| ----------------------------- | -------- | -------------------------- | ------------------------------- | ------------ |
| Kostel Navštívení Panny Marie | Borovany | neděle úterý čtvrtek pátek | 8.00 17.00 v zimě, 18.00 v létě | farní kostel |
| Kaple Panny Marie Karmelské   | Borovany | neslouží se pravidelně     | neslouží se pravidelně          | kaple        |